# Hevisaurus
Hevisaurus é uma banda finlandesa de heavy metal direcionada para o público infantil, que se vestem com fantasias de dinossauros. A banda começou com o baterista Mirka Rantanen da banda Thunderstone. O seu disco de estreia, Jurahevin kuninkaat, ficou no Suomen virallinen durante várias semanas, alcançando a quinta posição em 2010.
Foi agraciado duas vezes com Emma-gaala de melhor álbum de música infantil com Hirmuliskojen yö em 2010 e Soittakaa juranoid! em 2015.
O disco mais recente, Bändikouluun!, foi lançado em 2019.

## Criação da banda
Após Mirka Rantanen participar de concertos de música para crianças com seus filhos, ele decidiu começar uma banda de heavy metal para crianças. Rantanen e amigos da comunidade headbanger finlandesa começaram a escrever e gravar músicas.

## Temática das músicas
As músicas abordam temas como aventuras após terminar as tarefas de casa, duelar com monstros e voar com dragões.

## História e personagens
Segundo a história da Hevisaurus, os membros da banda foram chocados de cinco ovos de metal que haviam sido enterrados em uma montanha há 65 milhões de anos. Raios e feitiços de bruxas desenterraram os ovos e os trouxeram à vida. Herra Hevisaurus é um tiranossauro rex, Komppi Momppi é um apatossauro, Milli Pilli é um tricerátopo e Riffi Raffi, embora tenha sido chocado dos mesmos ovos, é um dragão.

## Membros
- Herra Hevisaurus - vocal
- Milli Pilli - teclado
- Komppi Momppi - (Mirka Rantanen) - bateria
- Riffi Raffi - guitarra
- Muffi Puffi - baixo

## Discografia

### Álbuns de estúdio
- 2009: Jurahevin kuninkaat
- 2010: Hirmuliskojen yö
- 2011: Räyh!
- 2011: Räyhällistä joulua
- 2012: Kadonneen Louhikäärmeen Arvoitus
- 2013: Vihreä Vallankumous
- 2015: Soittakaa juranoid!
- 2019: Bändikouluun!

### Singles
- 2009: "Jurahevin kuninkaat"
- 2009: "Viimeinen mammutti"
- 2010: "Saurusarmeija"
- 2010: "Kurajuhlat"
- 2010: "Hirmuliskojen pikkujoululevy"
- 2011: "Räyh!"
- 2011: "Tonttuheviä"
- 2012: "Ugala Bugala"